# Вайльтінген
Вайльтінген (нім. Weiltingen) — громада в Німеччині, розташована в землі Баварія. Підпорядковується адміністративному округу Середня Франконія. Входить до складу району Ансбах. Складова частина об'єднання громад Вільбургштеттен.
Площа — 24,02 км2. Населення становить 1400 ос. (станом на 31 грудня 2020).

## Галерея

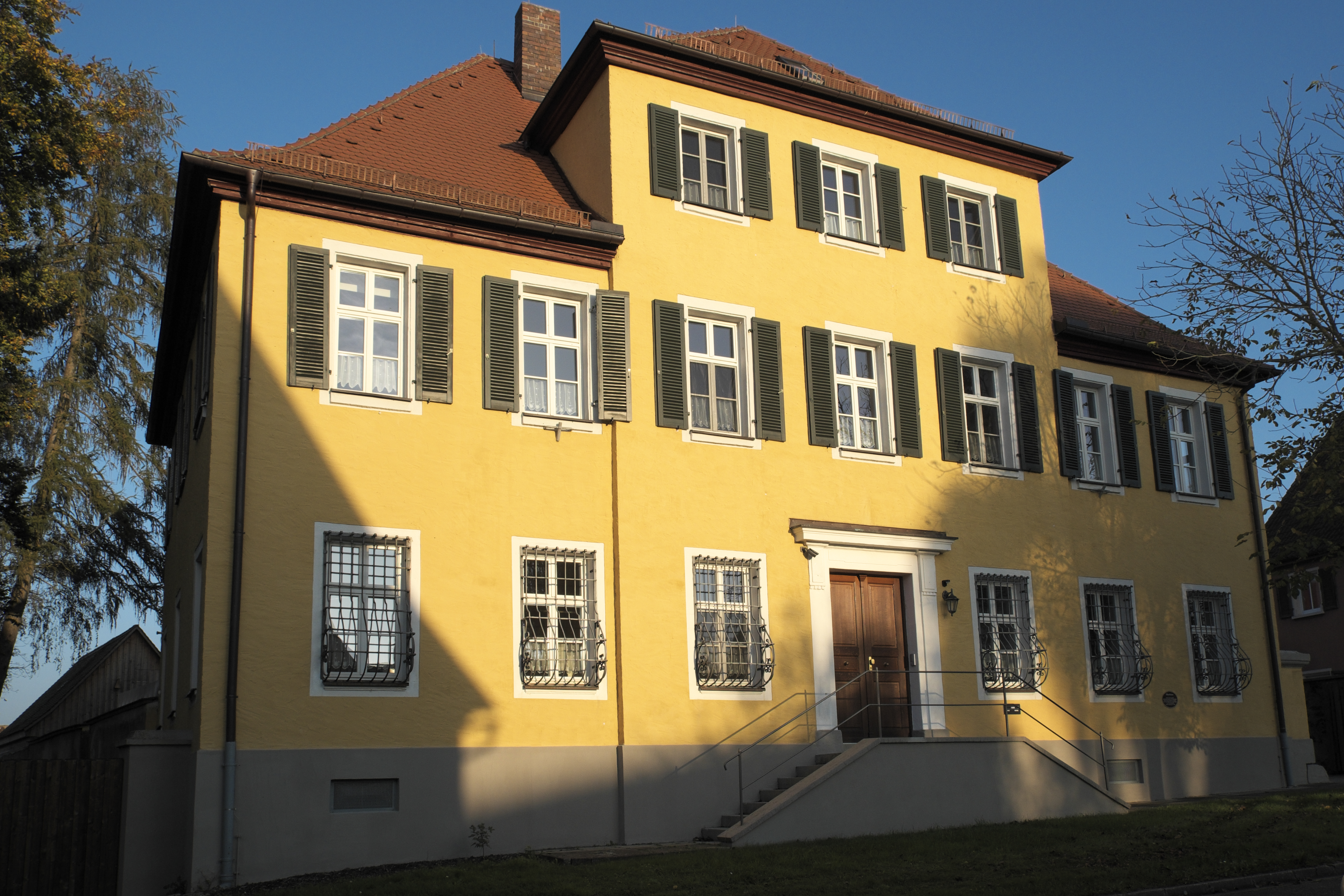
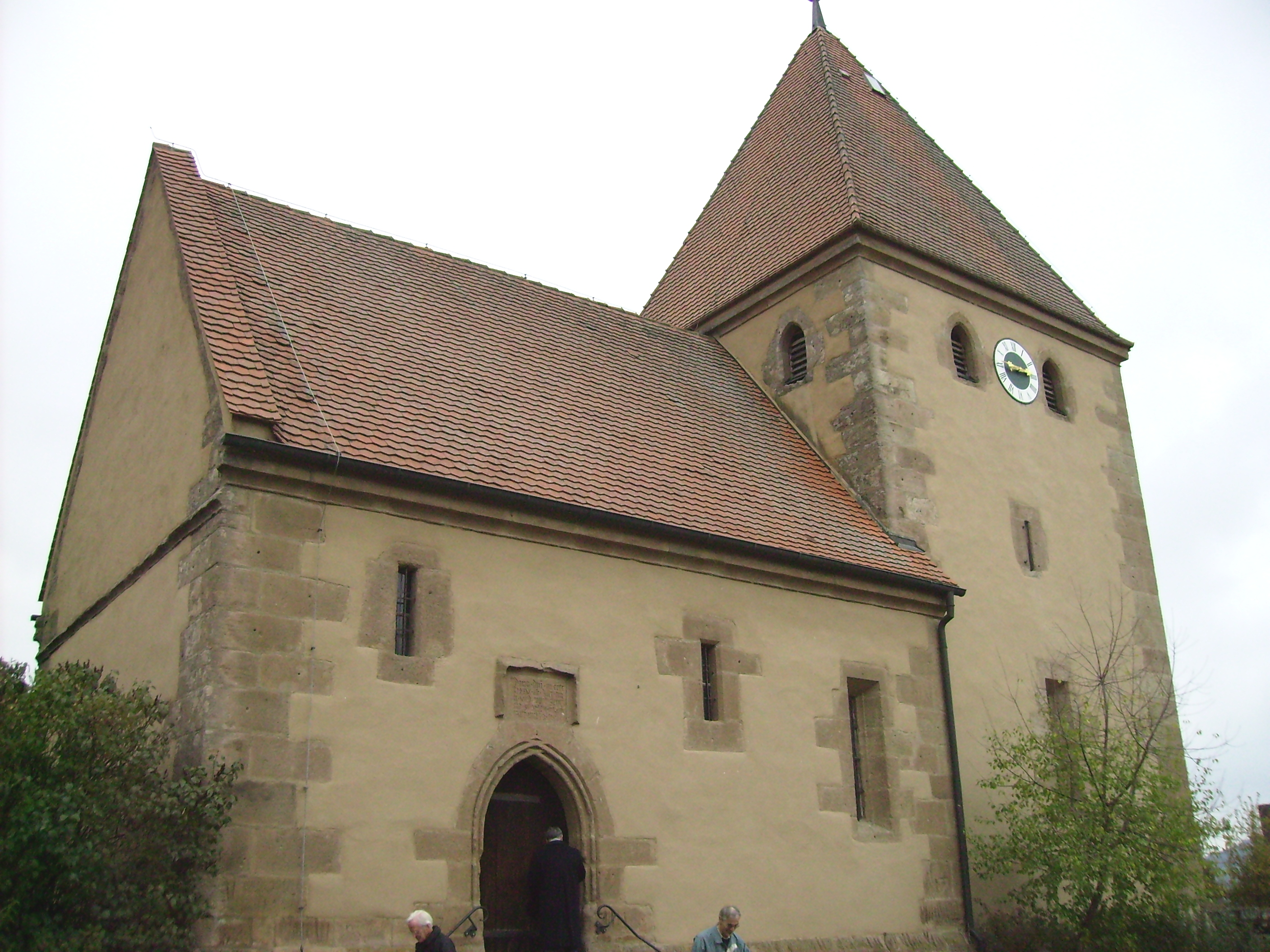